# Stephan El Shaarawy
Stephan El Shaarawy (in arabo ستيفان الشعراوي‎?, Stīfān ash-Shaʿrāwī; Savona, 27 ottobre 1992) è un calciatore italiano, attaccante della Roma, di cui è capitano.

## Biografia
Per le sue origini egiziane è soprannominato "Il Faraone". Suo padre, egiziano di Tanta, si è trasferito a Savona nel 1982, mentre sua madre è italiana e possiede la cittadinanza svizzera.
Oltre al calcio, tra le sue più grandi passioni c'è il biliardo, soprattutto la specialità dello snooker inglese.

### Nella cultura di massa
Nel 2013 fa da testimonial alla Pavesi per i biscotti Ringo e compare nella copertina italiana del videogioco calcistico FIFA 14, affiancando Lionel Messi. Nel settembre 2013 è stato scelto dalla Chronotech come testimonial della collezione EGO Special Edition. Nel 2017 compare nello spot per la Linkem, insieme ai compagni di squadra Daniele De Rossi, Radja Nainggolan e Alessandro Florenzi.

### Vicende giudiziarie
Il 25 settembre 2016 ha provocato, rimanendo illeso, un incidente automobilistico mentre percorreva il primo tratto della via Pontina, a Roma. Stava ritornando a Roma dalla trasferta di Torino e si è scontrato con una vettura che viaggiava in senso opposto, guidata da un uomo di 70 anni, che a causa dell'impatto riportò la frattura scomposta della tibia e un trauma cranico e lo denunciò. Nel seguente processo celebrato avanti il Tribunale di Roma ha beneficiato della sospensione del procedimento con messa alla prova, con lo svolgimento di attività sociale per cinque mesi in favore dei ragazzi disabili della scuola di Calcio integrato.

## Caratteristiche tecniche
Talento precoce, El Shaarawy è un giocatore di classe e dispone di qualità atletiche notevoli, velocità e rapidi cambi di passo, adottati molto spesso lungo le progressioni sulla fascia; pur non vantando particolari doti fisiche, predilige ricorrere all'uno-contro-uno e puntare il diretto avversario. Destro di piede, esibisce inoltre un dribbling fine ed elegante, grande maestria nel governare il pallone e precisione nel tiro dalla distanza.
Nel 2012 è stato inserito nella lista dei migliori calciatori nati dopo il 1991 stilata da Don Balón e in quella dei primi 100 calciatori secondo il quotidiano britannico The Guardian, in cui El Shaarawy figura al 52º posto.

## Carriera

### Club

#### Genoa
El Shaarawy è cresciuto nel vivaio del U.S. Legino 1910, società savonese, per poi approdare al settore giovanile del Genoa.
Il 21 dicembre 2008 ha esordito in Serie A entrando all'83' della partita Chievo-Genoa (0-1), diventando così il più giovane esordiente in massima categoria (16 anni, 1 mese e 24 giorni) nella storia della squadra ligure ed entrando a far parte della classifica dei dieci più giovani esordienti in A. Durante la stagione 2008-2009, pur continuando a giocare con la formazione Primavera, con la quale ha vinto quell'anno la Coppa Italia Primavera e la Supercoppa Primavera, in alcune occasioni il tecnico Gian Piero Gasperini lo ha aggregato alla prima squadra.
La stagione seguente ottiene altre due presenze in Serie A con la prima squadra e vince il Campionato Primavera 2009-2010, andando a segno nella finale contro l'Empoli.

#### Prestito al Padova
Il 27 giugno 2010 il Genoa lo ha ceduto in prestito al Padova, in Serie B, con opzione di riscatto della compartecipazione da parte del Padova e contro opzione del Genoa. Il 10 settembre 2010, alla quarta giornata di campionato, a soli 17 anni El Shaarawy ha realizzato il suo primo gol tra i professionisti, nella partita Padova-Reggina (4-0). Nel mese di ottobre gli è stata riscontrata una tendinopatia rotulea bilaterale che lo ha costretto a fermarsi fino a gennaio per recuperare con una terapia conservativa.
Ha terminato la stagione regolare, nella quale il Padova si è qualificato per i Play-off di Serie B dopo il quinto posto, con 25 presenze e 7 reti in campionato. Il 5 giugno 2011 ha segnato una doppietta nel ritorno della semifinale play-off contro il Varese, contribuendo in modo cruciale alla qualificazione del Padova alla finale e divenendo così il marcatore più giovane in assoluto della storia dei Play off. La squadra veneta ha poi perso la finale contro il Novara pareggiando per 0-0 la gara d'andata a Padova e perdendo 2-0 quella di ritorno a Novara, partita nella quale El Shaarawy, a seguito dell'espulsione del compagno César, è stato sostituito dall'allenatore Alessandro Dal Canto con il difensore Trevor Trevisan dopo poco più di un quarto d'ora.

#### Milan

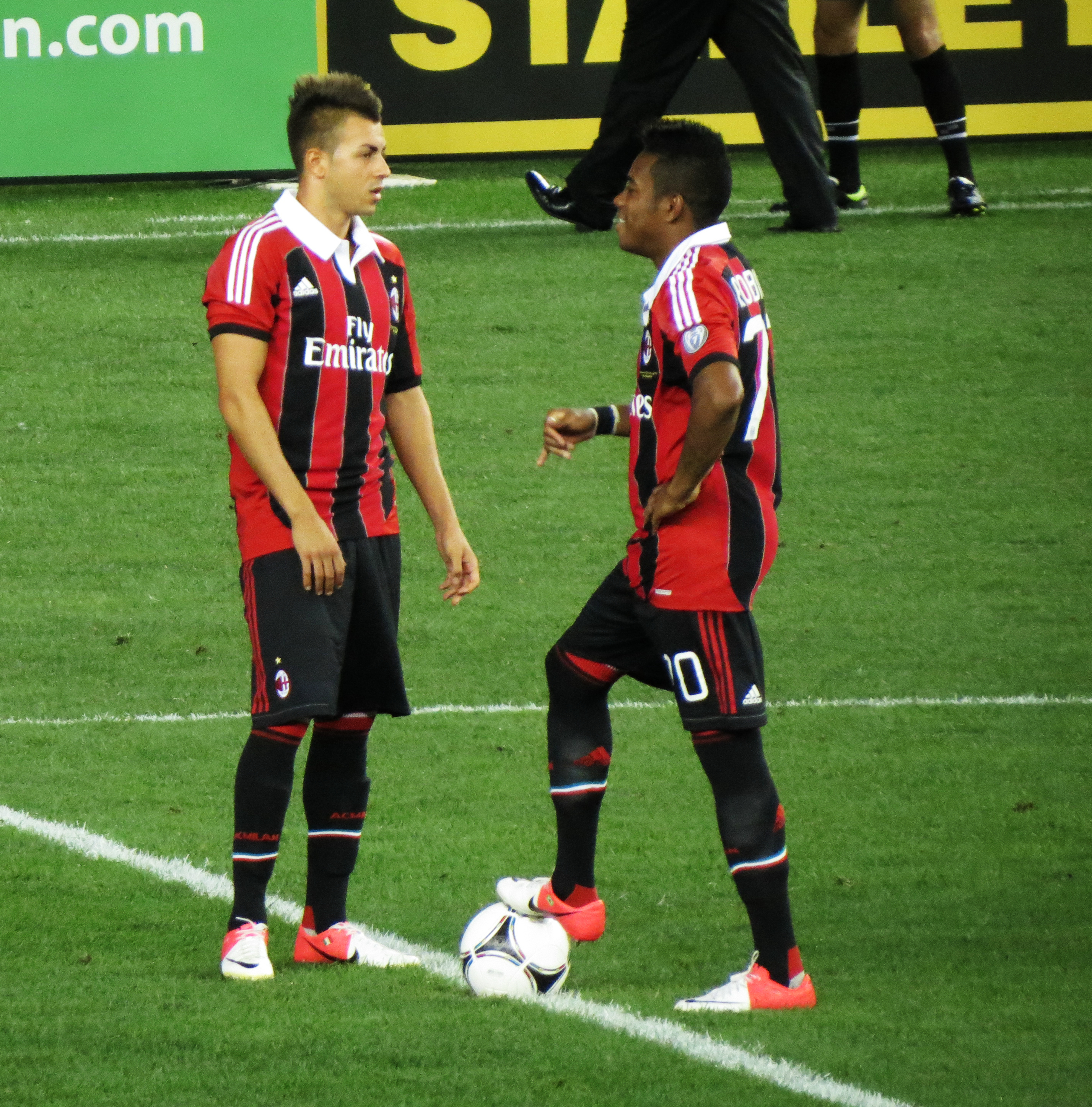
El Shaarawy (a sinistra) e Robinho in azione con il Milan nel 2012

Dopo i play-off giocati con il Padova è stato definito il suo passaggio in compartecipazione dal Genoa al Milan in cambio del cartellino di Alexander Merkel e di un conguaglio economico di circa 7 milioni.
Il suo esordio ufficiale con il Milan è avvenuto a 18 anni, il 18 settembre 2011 allo Stadio San Paolo, dove è entrato al posto di Aquilani nel secondo tempo della partita di campionato persa 3-1 contro il Napoli. Tre giorni più tardi, il 21 settembre 2011, ha realizzato il suo primo gol con la maglia del Milan e in Serie A, segnando la rete del definitivo 1-1 a San Siro contro l'Udinese. Il 24 settembre 2011 ha disputato, sempre a San Siro, la sua prima partita da titolare in rossonero contro il Cesena. Ha segnato il suo primo gol in Coppa Italia il 18 gennaio 2012 nella partita degli ottavi vinta 2-1 ai supplementari contro il Novara.
Il 23 gennaio 2012 è stato premiato come Miglior calciatore della Serie B nel corso del Gran Galà del calcio AIC 2011 per quanto fatto con la maglia del Padova durante la stagione 2010-2011. Esordisce nelle coppe europee il 6 marzo 2012 all'Emirates Stadium di Londra, giocando titolare nella partita Arsenal-Milan (3-0) valida per il ritorno degli ottavi di Champions League. Conclude la prima stagione in rossonero con all'attivo 28 presenze e 4 gol di cui 2 in campionato e altrettanti in Coppa Italia.
Risolta la comproprietà a favore del Milan, il 3 ottobre 2012 El Shaarawy mette a segno il suo primo gol in Champions League, contro lo Zenit San Pietroburgo, diventando, in questa competizione, il marcatore più giovane della storia del Milan. Nella prima parte della stagione segna con molta frequenza, chiudendo il girone d'andata con 14 centri in 19 gare (secondo solo a Cavani del Napoli). Nel girone di ritorno segna con meno regolarità e conclude la stagione con 16 gol in campionato e 19 reti in tutte le competizioni. Nel maggio 2013 si è aggiudicato la quattordicesima edizione del Pallone d'argento, premio assegnato dall'USSI al calciatore che si è distinto sia sportivamente sia per le qualità morali. Inoltre gli viene assegnato il premio "Giovane rivelazione della Serie A".

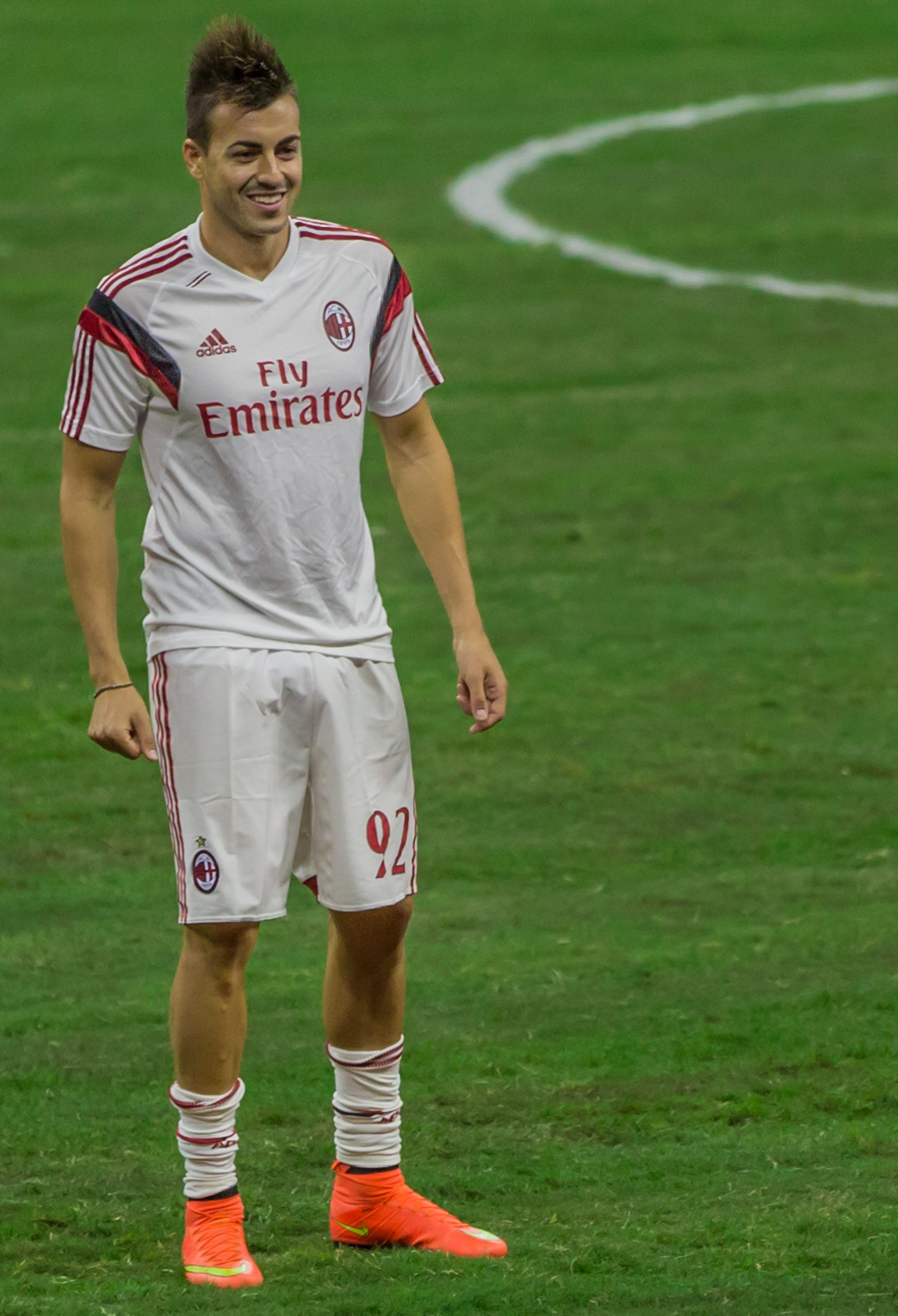
El Shaarawy durante un allenamento con la divisa rossonera nel 2014

Nelle due stagioni successive gioca poco a causa di ripetuti problemi fisici.
Complessivamente con il Milan ha collezionato 102 presenze e 27 gol.

#### Monaco
Il 13 luglio 2015 si trasferisce al Monaco in prestito oneroso per 3 milioni di euro con obbligo di riscatto per altri 13 milioni.
Esordisce con la squadra monegasca il 28 luglio 2015 a Berna, nella partita di andata del terzo turno preliminare di Champions League vinta 3-1 dal Monaco in casa dello Young Boys. Realizza il suo primo gol in maglia monegasca il 4 agosto successivo, nella gara di ritorno terminata 4-0 a favore dei padroni di casa. Esordisce in Ligue 1 l'8 agosto 2015, alla prima giornata di campionato, subentrando al posto di Dirar nella partita Nizza-Monaco (1-2).
All'apertura della sessione invernale del mercato, El Shaarawy aveva collezionato complessivamente 24 presenze con il Monaco: da contratto, alla 25ª partita sarebbe scattato il riscatto obbligatorio a 13 milioni di euro. Per evitare l'acquisto, il club monegasco ha comunicato al Milan che il calciatore non sarebbe più stato utilizzato fino al termine della stagione.

#### Roma
Il 26 gennaio 2016 passa a titolo temporaneo alla Roma per la somma di 1,4 milioni di euro. L'accordo prevede il diritto di acquisizione a titolo definitivo a favore della società giallorossa per la somma di 13 milioni di euro. Il successivo 30 gennaio esordisce all'Olimpico nella gara contro il Frosinone (3-1) e sigla il suo primo gol, di tacco, al volo, con la maglia giallorossa. Il 27 febbraio 2016 in casa dell'Empoli (1-3) segna la prima doppietta in giallorosso. Termina la stagione con 18 presenze complessive e 8 gol; a giugno viene riscattato dalla società capitolina.
Il 20 ottobre 2016 realizza la sua prima doppietta nelle coppe europee, nella partita casalinga di Europa League pareggiata per 3-3 contro l'Austria Vienna. Termina la sua seconda stagione a Roma con 12 gol totali in 44 presenze stagionali in tutte le competizioni.
Nella stagione seguente con il nuovo tecnico Eusebio Di Francesco realizza la sua prima doppietta in Champions League, durante la partita della fase a gironi vinta 3-0 contro il Chelsea; in particolare, il primo dei due gol è stato segnato 45 secondi dopo il fischio d'inizio, la segnatura più veloce della Roma nella competizione UEFA. In questa stagione, chiusa dalla Roma al terzo posto, in 33 presenze in campionato realizza 7 gol, fra cui vanno segnalati una doppietta all'Udinese (3-1) e un gol all'Inter a San Siro (1-1).

#### Shanghai Shenhua
L'8 luglio 2019 si trasferisce in Cina, firmando un contratto triennale da 16 milioni di euro netti all'anno con lo Shanghai Shenhua, al quale viene ceduto per 16 milioni di euro, diventando così il giocatore italiano con lo stipendio più alto. Esordisce con il club cinese il 7 agosto successivo, entrando nella ripresa della partita di campionato contro il Wuhan Zhuoer. Il 15 agosto 2019 sigla la sua prima rete e il suo primo assist con il nuovo club, a danno del Tianjin Tianhai. Il 6 dicembre va a segno nella finale di Coppa di Cina vinta per 3-0 contro lo Shandong Luneng.
Il 22 gennaio 2021 si svincola, chiudendo l'esperienza con lo Shangai Shenhua con 19 presenze e 4 gol in tutte le competizioni.

#### Ritorno alla Roma

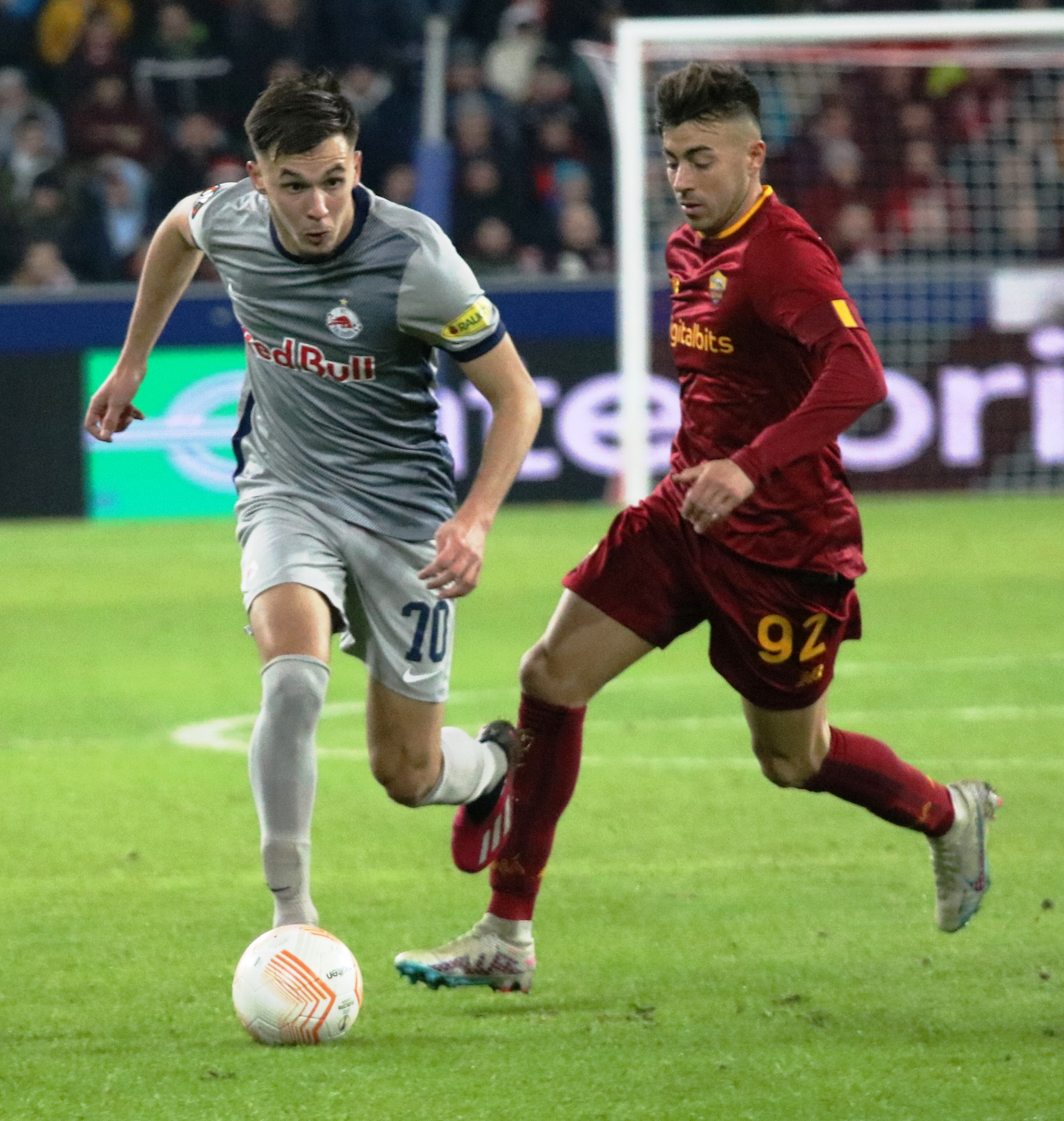
El Shaarawy con la durante una partita contro il in Europa League nel 2023

Il 30 gennaio 2021, dopo 18 mesi dal suo addio, firma un nuovo contratto con la Roma. Fa il suo nuovo esordio il 21 febbraio, nella trasferta in casa del Benevento, rilevando Henrik Mkitaryan. Torna al gol l'11 marzo segnando una rete nella gara interna vinta per 3-0 sullo Shakhtar Doneck, valida per l'andata degli ottavi di Europa League. In campionato realizza l'unica marcatura il 23 maggio, in occasione del pareggio in casa dello Spezia per 2-2, decisivo per la qualificazione del club giallorosso alla UEFA Europa Conference League.
Il 26 agosto 2021 fa il suo esordio in Conference League, in occasione del successo casalingo sul Trabzonspor (3-0), contribuendo al risultato finale con il suo primo centro in tale competizione. In questa stagione viene impiegato con maggiore continuità dal nuovo tecnico dei giallorossi José Mourinho e contribuisce alla vittoria della Conference League, suo primo trofeo internazionale.
Nella stagione successiva, il 31 ottobre 2022, segna la sua 50ª rete con i giallorossi nella vittoria esterna per 3-1 contro il Verona, entrando nella classifica dei 20 migliori marcatori di sempre della Roma. Con la Roma raggiunge inoltre la finale di Europa League disputata a Budapest e persa solamente ai rigori contro il Siviglia.
Nel luglio del 2023, El Shaarawy rinnova il proprio contratto con la società fino al 30 giugno 2025. Nelle due stagioni seguenti viene utilizzato prevalentemente partendo dalla panchina e in ciascuna stagione ha realizzato tre reti. A fine stagione 2024-25 scatta il prolungamento automatico fino al 30 giugno 2026 portandolo all’ottava stagione in giallorosso.

### Nazionale

#### Nazionali giovanili
Tra le nazionali giovanili ha fatto parte dell'Under-16, dell'Under-17, con la quale nel 2009 ha disputato Europeo di categoria e Mondiale, dell'Under-18 e dell'Under-19. Dopo aver preso parte a uno stage con la nazionale Under-21 nel gennaio 2011, nel mese seguente è stato convocato per la prima volta da Ciro Ferrara per l'amichevole dell'Under-21 contro l'Inghilterra, nella quale non è però stato impiegato.
Ha esordito con gli Azzurrini il 15 novembre 2011, subentrando a Gabbiadini nel secondo tempo della partita Italia-Ungheria (2-0), disputata a Casarano e valevole per le qualificazioni all'Europeo Under-21 2013. Realizza in totale 3 gol in 5 presenze con la maglia dell'Under-21 prima di passare stabilmente alla Nazionale maggiore.

#### Nazionale maggiore

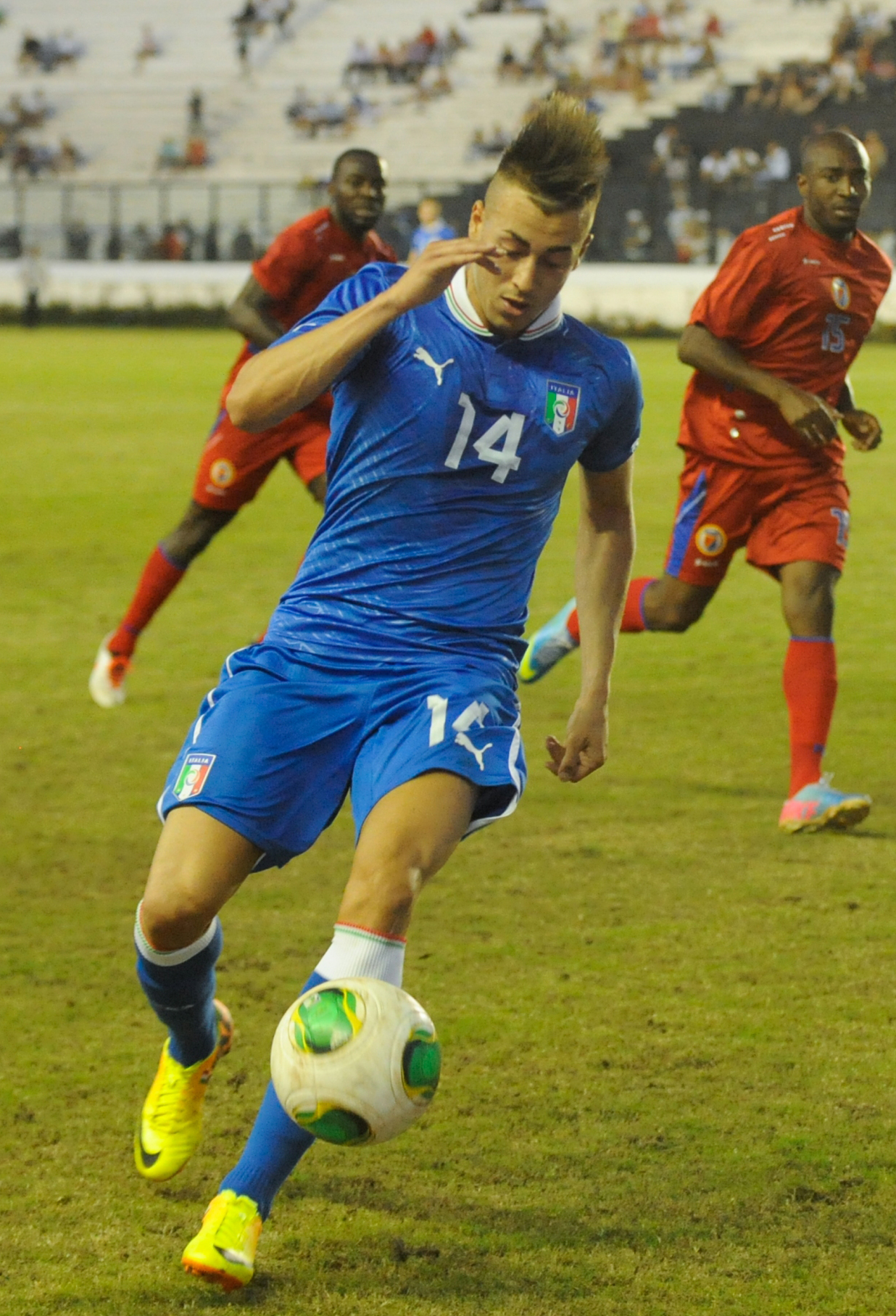
El Shaarawy in azione, nell'amichevole dell'Italia contro l' nel 2013

Convocato per la prima volta dal CT Cesare Prandelli, ha esordito in nazionale il 15 agosto 2012, all'età di 19 anni, giocando titolare nella partita amichevole contro l'Inghilterra persa per 2-1 allo Stade de Suisse di Berna. Ha segnato la sua prima rete con la maglia azzurra il 14 novembre seguente, in occasione dell'amichevole contro la Francia disputata al Tardini di Parma e persa sempre con il punteggio di 2-1.
Ha partecipato alla Confederations Cup 2013, dove ha esordito nella partita contro il Brasile, valevole per la terza e ultima giornata della fase a gironi, subentrando a Diamanti. È stato inoltre schierato da titolare nella finale per il 3º posto contro l'Uruguay, vinta dall'Italia dopo i tiri di rigore, uno dei quali segnato da El Shaarawy.
Torna in nazionale a fine 2014 con il CT Antonio Conte che lo impiega in 4 partite delle qualificazioni a Euro 2016. Il 10 ottobre 2015 segna il suo secondo gol in nazionale, tre anni dopo il primo, nella vittoria per 3-1 contro l'Azerbaigian che consente agli Azzurri di qualificarsi con un turno di anticipo alla rassegna continentale. Viene quindi convocato per il campionato d'Europa 2016 in Francia, dove viene impiegato unicamente nel finale della terza partita del girone persa 1-0 contro l'Irlanda.
Il 7 giugno 2017 torna a giocare in nazionale dopo un anno, con il tecnico Gian Piero Ventura, in occasione dell'amichevole di Nizza contro l'Uruguay nella quale si procura un calcio di rigore poi trasformato da De Rossi per il definitivo 3-0 in favore degli Azzurri. Viene impiegato in due partite delle qualificazioni al Mondiale 2018, compresa la partita di ritorno del play-off nel novembre 2017 contro la Svezia, che elimina l'Italia.
Il 15 ottobre 2019, quasi due anni dopo l'ultima presenza, torna in campo con la maglia della nazionale guidata dal CT Roberto Mancini e realizza un gol e un assist nella partita di qualificazione a Euro 2020 contro il Liechtenstein vinta 5-0 in trasferta a Vaduz. Il 7 ottobre 2020 veste la fascia di capitano nell'amichevole vinta per 6-0 contro la Moldavia a Firenze, nella quale realizza una doppietta.
Il 13 ottobre 2023, dopo oltre due anni di assenza, viene convocato in nazionale dal CT Luciano Spalletti in sostituzione di Zaniolo e Tonali in vista delle partite di qualificazione a Euro 2024 contro Malta e Inghilterra. Torna a giocare, da titolare, nella partita persa per 3-1 contro gli inglesi a Wembley. Il 17 novembre successivo torna al gol in nazionale dopo oltre tre anni, nella sfida vinta contro la Macedonia del Nord (5-2). Nel giugno 2024 viene convocato per il campionato d'Europa 2024 in Germania, dove scende in campo, da titolare, unicamente nella gara degli ottavi di finale nella quale l’Italia viene eliminata dalla Svizzera.

## Statistiche

### Presenze e reti nei club
Statistiche aggiornate al 25 maggio 2025.
| Stagione                | Squadra                 | Campionato              | Campionato | Campionato | Coppe nazionali | Coppe nazionali | Coppe nazionali | Coppe continentali | Coppe continentali | Coppe continentali | Altre coppe | Altre coppe | Altre coppe | Totale | Totale | Totale |
| Stagione                | Squadra                 | Comp                    | Pres       | Reti       | Comp            | Pres            | Reti            | Comp               | Pres               | Reti               | Comp        | Pres        | Reti        | Pres   | Reti   |        |
| ----------------------- | ----------------------- | ----------------------- | ---------- | ---------- | --------------- | --------------- | --------------- | ------------------ | ------------------ | ------------------ | ----------- | ----------- | ----------- | ------ | ------ | ------ |
| 2008-2009               | Genoa                   | A                       | 1          | 0          | CI              | 0               | 0               | -                  | -                  | -                  | -           | -           | -           | 1      | 0      |        |
| 2009-2010               | Genoa                   | A                       | 2          | 0          | CI              | 0               | 0               | UEL                | 0                  | 0                  | -           | -           | -           | 2      | 0      |        |
| Totale Genoa            | Totale Genoa            | Totale Genoa            | 3          | 0          |                 | 0               | 0               |                    | -                  | -                  |             | -           | -           | 3      | 0      |        |
| 2010-2011               | Padova                  | B                       | 25+4       | 7+2        | CI              | 1               | 0               | -                  | -                  | -                  | -           | -           | -           | 30     | 9      |        |
| 2011-2012               | Milan                   | A                       | 22         | 2          | CI              | 4               | 2               | UCL                | 2                  | 0                  | SI          | 0           | 0           | 28     | 4      |        |
| 2012-2013               | Milan                   | A                       | 37         | 16         | CI              | 1               | 1               | UCL                | 8                  | 2                  | -           | -           | -           | 46     | 19     |        |
| 2013-2014               | Milan                   | A                       | 6          | 0          | CI              | 0               | 0               | UCL                | 3                  | 1                  | -           | -           | -           | 9      | 1      |        |
| 2014-2015               | Milan                   | A                       | 18         | 3          | CI              | 1               | 0               | -                  | -                  | -                  | -           | -           | -           | 19     | 3      |        |
| Totale Milan            | Totale Milan            | Totale Milan            | 83         | 21         |                 | 6               | 3               |                    | 13                 | 3                  |             | -           | -           | 102    | 27     |        |
| 2015-gen. 2016          | Monaco                  | L1                      | 15         | 0          | CF+CdL          | 0               | 0               | UCL+UEL            | 3+6                | 1+2                | -           | -           | -           | 24     | 3      |        |
| gen.-giu. 2016          | Roma                    | A                       | 16         | 8          | CI              | 0               | 0               | UCL                | 2                  | 0                  | -           | -           | -           | 18     | 8      |        |
| 2016-2017               | Roma                    | A                       | 32         | 8          | CI              | 4               | 2               | UCL+UEL            | 0+8                | 2                  | -           | -           | -           | 44     | 12     |        |
| 2017-2018               | Roma                    | A                       | 33         | 7          | CI              | 1               | 0               | UCL                | 10                 | 2                  | -           | -           | -           | 44     | 9      |        |
| 2018-2019               | Roma                    | A                       | 28         | 11         | CI              | 1               | 0               | UCL                | 4                  | 0                  | -           | -           | -           | 33     | 11     |        |
| 2019                    | Shanghai Shenhua        | CSL                     | 10         | 1          | CC              | 3               | 3               | -                  | -                  | -                  | -           | -           | -           | 13     | 4      |        |
| 2020                    | Shanghai Shenhua        | CSL                     | 6          | 0          | CC              | 0               | 0               | -                  | -                  | -                  | -           | -           | -           | 6      | 0      |        |
| Totale Shanghai Shenhua | Totale Shanghai Shenhua | Totale Shanghai Shenhua | 16         | 1          |                 | 3               | 3               |                    | -                  | -                  |             | -           | -           | 19     | 4      |        |
| gen.-giu. 2021          | Roma                    | A                       | 10         | 1          | CI              | -               | -               | UEL                | 4                  | 1                  | -           | -           | -           | 14     | 2      |        |
| 2021-2022               | Roma                    | A                       | 27         | 3          | CI              | 1               | 0               | UECL               | 8                  | 4                  | -           | -           | -           | 36     | 7      |        |
| 2022-2023               | Roma                    | A                       | 29         | 7          | CI              | 2               | 0               | UEL                | 11                 | 2                  | -           | -           | -           | 42     | 9      |        |
| 2023-2024               | Roma                    | A                       | 33         | 3          | CI              | 2               | 0               | UEL                | 13                 | 0                  | -           | -           | -           | 48     | 3      |        |
| 2024-2025               | Roma                    | A                       | 31         | 3          | CI              | 1               | 0               | UEL                | 9                  | 0                  | -           | -           | -           | 41     | 3      |        |
| 2025-2026               | Roma                    | A                       | -          | -          | CI              | -               | -               | UEL                | -                  | -                  | -           | -           | -           | -      | -      |        |
| Totale Roma             | Totale Roma             | Totale Roma             | 239        | 51         |                 | 12              | 2               |                    | 69                 | 11                 |             | -           | -           | 320    | 64     |        |
| Totale carriera         | Totale carriera         | Totale carriera         | 386        | 82         |                 | 23              | 8               |                    | 91                 | 17                 |             | 0           | 0           | 500    | 107    |        |

### Cronologia presenze e reti in nazionale
| Cronologia completa delle presenze e delle reti in nazionale ― Italia | Cronologia completa delle presenze e delle reti in nazionale ― Italia | Cronologia completa delle presenze e delle reti in nazionale ― Italia | Cronologia completa delle presenze e delle reti in nazionale ― Italia | Cronologia completa delle presenze e delle reti in nazionale ― Italia | Cronologia completa delle presenze e delle reti in nazionale ― Italia | Cronologia completa delle presenze e delle reti in nazionale ― Italia | Cronologia completa delle presenze e delle reti in nazionale ― Italia |
| Data                                                                  | Città                                                                 | In casa                                                               | Risultato                                                             | Ospiti                                                                | Competizione                                                          | Reti                                                                  | Note                                                                  |
| --------------------------------------------------------------------- | --------------------------------------------------------------------- | --------------------------------------------------------------------- | --------------------------------------------------------------------- | --------------------------------------------------------------------- | --------------------------------------------------------------------- | --------------------------------------------------------------------- | --------------------------------------------------------------------- |
| 15-8-2012                                                             | Berna                                                                 | Inghilterra                                                           | 2 – 1                                                                 | Italia                                                                | Amichevole                                                            | -                                                                     | 59’                                                                   |
| 12-10-2012                                                            | Erevan                                                                | Armenia                                                               | 1 – 3                                                                 | Italia                                                                | Qual. Mondiali 2014                                                   | -                                                                     | 60’                                                                   |
| 14-11-2012                                                            | Parma                                                                 | Italia                                                                | 1 – 2                                                                 | Francia                                                               | Amichevole                                                            | 1                                                                     | 74’                                                                   |
| 6-2-2013                                                              | Amsterdam                                                             | Paesi Bassi                                                           | 1 – 1                                                                 | Italia                                                                | Amichevole                                                            | -                                                                     | 71’                                                                   |
| 21-3-2013                                                             | Ginevra                                                               | Italia                                                                | 2 – 2                                                                 | Brasile                                                               | Amichevole                                                            | -                                                                     | 46’                                                                   |
| 26-3-2013                                                             | Ta' Qali                                                              | Malta                                                                 | 0 – 2                                                                 | Italia                                                                | Qual. Mondiali 2014                                                   | -                                                                     | 75’                                                                   |
| 7-6-2013                                                              | Praga                                                                 | Rep. Ceca                                                             | 0 – 0                                                                 | Italia                                                                | Qual. Mondiali 2014                                                   | -                                                                     | 46’                                                                   |
| 11-6-2013                                                             | Rio de Janeiro                                                        | Italia                                                                | 2 – 2                                                                 | Haiti                                                                 | Amichevole                                                            | -                                                                     | 61’                                                                   |
| 22-6-2013                                                             | Salvador                                                              | Italia                                                                | 2 – 4                                                                 | Brasile                                                               | Conf. Cup 2013 - 1º turno                                             | -                                                                     | 72’                                                                   |
| 30-6-2013                                                             | Salvador                                                              | Uruguay                                                               | 2 – 2 dts (2 – 3 dtr)                                                 | Italia                                                                | Conf. Cup 2013 - Finale 3º posto                                      | -                                                                     |                                                                       |
| 16-11-2014                                                            | Milano                                                                | Italia                                                                | 1 – 1                                                                 | Croazia                                                               | Qual. Euro 2016                                                       | -                                                                     | 52’                                                                   |
| 12-6-2015                                                             | Spalato                                                               | Croazia                                                               | 1 – 1                                                                 | Italia                                                                | Qual. Euro 2016                                                       | -                                                                     | 81’                                                                   |
| 16-6-2015                                                             | Ginevra                                                               | Italia                                                                | 0 – 1                                                                 | Portogallo                                                            | Amichevole                                                            | -                                                                     | 63’                                                                   |
| 6-9-2015                                                              | Palermo                                                               | Italia                                                                | 1 – 0                                                                 | Bulgaria                                                              | Qual. Euro 2016                                                       | -                                                                     | 73’                                                                   |
| 10-10-2015                                                            | Baku                                                                  | Azerbaigian                                                           | 1 – 3                                                                 | Italia                                                                | Qual. Euro 2016                                                       | 1                                                                     | 74’                                                                   |
| 13-11-2015                                                            | Bruxelles                                                             | Belgio                                                                | 3 – 1                                                                 | Italia                                                                | Amichevole                                                            | -                                                                     | 80’                                                                   |
| 17-11-2015                                                            | Bologna                                                               | Italia                                                                | 2 – 2                                                                 | Romania                                                               | Amichevole                                                            | -                                                                     | 81’                                                                   |
| 29-3-2016                                                             | Monaco di Baviera                                                     | Germania                                                              | 4 – 1                                                                 | Italia                                                                | Amichevole                                                            | 1                                                                     | 69’                                                                   |
| 6-6-2016                                                              | Verona                                                                | Italia                                                                | 2 – 0                                                                 | Finlandia                                                             | Amichevole                                                            | -                                                                     | 69’                                                                   |
| 22-6-2016                                                             | Lilla                                                                 | Italia                                                                | 0 – 1                                                                 | Irlanda                                                               | Euro 2016 - 1º turno                                                  | -                                                                     | 81’                                                                   |
| 7-6-2017                                                              | Nizza                                                                 | Italia                                                                | 3 – 0                                                                 | Uruguay                                                               | Amichevole                                                            | -                                                                     | 64’                                                                   |
| 9-10-2017                                                             | Scutari                                                               | Albania                                                               | 0 – 1                                                                 | Italia                                                                | Qual. Mondiali 2018                                                   | -                                                                     | 90+2’                                                                 |
| 13-11-2017                                                            | Milano                                                                | Italia                                                                | 0 – 0                                                                 | Svezia                                                                | Qual. Mondiali 2018                                                   | -                                                                     | 63’                                                                   |
| 15-10-2019                                                            | Vaduz                                                                 | Liechtenstein                                                         | 0 – 5                                                                 | Italia                                                                | Qual. Euro 2020                                                       | 1                                                                     | 63’                                                                   |
| 15-11-2019                                                            | Zenica                                                                | Bosnia ed Erzegovina                                                  | 0 – 3                                                                 | Italia                                                                | Qual. Euro 2020                                                       | -                                                                     | 75’                                                                   |
| 7-10-2020                                                             | Firenze                                                               | Italia                                                                | 6 – 0                                                                 | Moldavia                                                              | Amichevole                                                            | 2                                                                     | Cap. 67’                                                              |
| 11-11-2020                                                            | Firenze                                                               | Italia                                                                | 4 – 0                                                                 | Estonia                                                               | Amichevole                                                            | -                                                                     | 80’                                                                   |
| 15-11-2020                                                            | Reggio Emilia                                                         | Italia                                                                | 2 – 0                                                                 | Polonia                                                               | UEFA Nations League 2020-2021 - 1º turno                              | -                                                                     | 88’                                                                   |
| 31-3-2021                                                             | Vilnius                                                               | Lituania                                                              | 0 – 2                                                                 | Italia                                                                | Qual. Mondiali 2022                                                   | -                                                                     | 46’                                                                   |
| 17-10-2023                                                            | Londra                                                                | Inghilterra                                                           | 3 – 1                                                                 | Italia                                                                | Qual. Euro 2024                                                       | -                                                                     | 87’                                                                   |
| 17-11-2023                                                            | Roma                                                                  | Italia                                                                | 5 – 2                                                                 | Macedonia del Nord                                                    | Qual. Euro 2024                                                       | 1                                                                     | 76’                                                                   |
| 29-6-2024                                                             | Berlino                                                               | Svizzera                                                              | 2 – 0                                                                 | Italia                                                                | Euro 2024 - Ottavi di finale                                          | -                                                                     | 45’ 46’                                                               |
| Totale                                                                |                                                                       | Presenze                                                              | 32                                                                    |                                                                       | Reti                                                                  | 7                                                                     |                                                                       |

| Cronologia completa delle presenze e delle reti in nazionale ― Italia under 21 | Cronologia completa delle presenze e delle reti in nazionale ― Italia under 21 | Cronologia completa delle presenze e delle reti in nazionale ― Italia under 21 | Cronologia completa delle presenze e delle reti in nazionale ― Italia under 21 | Cronologia completa delle presenze e delle reti in nazionale ― Italia under 21 | Cronologia completa delle presenze e delle reti in nazionale ― Italia under 21 | Cronologia completa delle presenze e delle reti in nazionale ― Italia under 21 | Cronologia completa delle presenze e delle reti in nazionale ― Italia under 21 |
| Data                                                                           | Città                                                                          | In casa                                                                        | Risultato                                                                      | Ospiti                                                                         | Competizione                                                                   | Reti                                                                           | Note                                                                           |
| ------------------------------------------------------------------------------ | ------------------------------------------------------------------------------ | ------------------------------------------------------------------------------ | ------------------------------------------------------------------------------ | ------------------------------------------------------------------------------ | ------------------------------------------------------------------------------ | ------------------------------------------------------------------------------ | ------------------------------------------------------------------------------ |
| 15-11-2011                                                                     | Casarano                                                                       | Italia under 21                                                                | 2 – 0                                                                          | Ungheria under 21                                                              | Qual. Europeo Under-21 2013                                                    | -                                                                              | 83’                                                                            |
| 28-2-2012                                                                      | Cannes                                                                         | Francia under 21                                                               | 1 – 1                                                                          | Italia under 21                                                                | Amichevole                                                                     | -                                                                              | 46’                                                                            |
| 4-6-2012                                                                       | Sligo                                                                          | Irlanda under 21                                                               | 2 – 2                                                                          | Italia under 21                                                                | Qual. Europeo Under-21 2013                                                    | -                                                                              | 85’                                                                            |
| 6-9-2012                                                                       | Casarano                                                                       | Italia under 21                                                                | 7 – 0                                                                          | Liechtenstein under 21                                                         | Qual. Europeo Under-21 2013                                                    | 2                                                                              | 65’                                                                            |
| 10-9-2012                                                                      | Casarano                                                                       | Italia under 21                                                                | 2 – 4                                                                          | Irlanda under 21                                                               | Qual. Europeo Under-21 2013                                                    | 1                                                                              |                                                                                |
| Totale                                                                         |                                                                                | Presenze                                                                       | 5                                                                              |                                                                                | Reti                                                                           | 3                                                                              |                                                                                |

| Cronologia completa delle presenze e delle reti in nazionale ― Italia under 19 | Cronologia completa delle presenze e delle reti in nazionale ― Italia under 19 | Cronologia completa delle presenze e delle reti in nazionale ― Italia under 19 | Cronologia completa delle presenze e delle reti in nazionale ― Italia under 19 | Cronologia completa delle presenze e delle reti in nazionale ― Italia under 19 | Cronologia completa delle presenze e delle reti in nazionale ― Italia under 19 | Cronologia completa delle presenze e delle reti in nazionale ― Italia under 19 | Cronologia completa delle presenze e delle reti in nazionale ― Italia under 19 |
| Data                                                                           | Città                                                                          | In casa                                                                        | Risultato                                                                      | Ospiti                                                                         | Competizione                                                                   | Reti                                                                           | Note                                                                           |
| ------------------------------------------------------------------------------ | ------------------------------------------------------------------------------ | ------------------------------------------------------------------------------ | ------------------------------------------------------------------------------ | ------------------------------------------------------------------------------ | ------------------------------------------------------------------------------ | ------------------------------------------------------------------------------ | ------------------------------------------------------------------------------ |
| 22-9-2010                                                                      | Bellaria                                                                       | Italia under 19                                                                | 3 – 1                                                                          | Serbia under 19                                                                | Amichevole                                                                     | 1                                                                              |                                                                                |
| 24-3-2011                                                                      | Viterbo                                                                        | Italia under 19                                                                | 1 – 0                                                                          | Paesi Bassi under 19                                                           | Amichevole                                                                     | -                                                                              | 46’                                                                            |
| 24-5-2011                                                                      | Kołobrzeg                                                                      | Italia under 19                                                                | 1 – 0                                                                          | Ucraina under 19                                                               | Qual. Europeo Under-19 2011                                                    | -                                                                              | 63’                                                                            |
| 26-5-2011                                                                      | Kołobrzeg                                                                      | Polonia under 19                                                               | 1 – 3                                                                          | Italia under 19                                                                | Qual. Europeo Under-19 2011                                                    | -                                                                              | 74’                                                                            |
| 29-5-2011                                                                      | Kołobrzeg                                                                      | Irlanda under 19                                                               | 3 – 0                                                                          | Italia under 19                                                                | Qual. Europeo Under-19 2011                                                    | -                                                                              |                                                                                |
| Totale                                                                         |                                                                                | Presenze                                                                       | 5                                                                              |                                                                                | Reti                                                                           | 1                                                                              |                                                                                |

## Palmarès

### Club

#### Competizioni giovanili
- Coppa Italia Primavera: 1

Genoa: 2008-2009
- Supercoppa Primavera: 1

Genoa: 2009
- Campionato Primavera: 1

Genoa: 2009-2010

#### Competizioni nazionali
- Supercoppa italiana: 1

Milan: 2011
- Coppa di Cina: 1

Shanghai Shenhua: 2019

#### Competizioni internazionali
- UEFA Conference League: 1

Roma: 2021-2022

### Individuale
- Gran Galà del calcio AIC: 2

Miglior calciatore della Serie B: 2011
Giovane rivelazione della Serie A: 2012
- Pallone d'argento: 1

2012-2013